# Sócrates Parri Romero
Sócrates Parri Romero (Burjassot, 16 de desembre de 1966) és un exfutbolista valencià, que ocupava la posició de defensa. És germà del també futbolista Líbero Parri.

## Trajectòria
Tot i formar part del València CF a finals de la dècada dels 80, no va debutar amb l'equip de Mestalla en Lliga. Ho faria amb l'Albacete Balompié, amb qui jugaria de 1991 a 1994 a primera divisió, sumant un total de 40 partits. L'estiu de 1994 va fitxar pel CD Toledo.